# 山の手 (札幌市)
山の手（やまのて）は、北海道札幌市西区にある地名。
琴似発寒川以東、北5条手稲通以南の、三角山山麓に広がる地域で、丘陵地帯としての土地柄から名づけられた。

## 歴史
この一帯は明治初期、琴似屯田兵によって射撃訓練場として活用されていた。
兵村が廃止された後も、残った兵隊が独自で開墾したため、早くから市街地化した。商業地域としての琴似に対する住居地域として機能し、いわばベッドタウンとなった。
山の手通と北1条宮の沢通が敷設されることで、宅地化が急速に進行した。

## 学校
- 札幌山の手高等学校（山の手2-8）
- 札幌市立琴似中学校（山の手4-2）
- 札幌市立山の手小学校（山の手5-6）
- 札幌市立山の手南小学校（山の手1-9）
- 札幌市立山の手養護学校（山の手5-8）
- 北海道医療センター附属札幌看護学校（山の手4-6）
- 北海道鍼灸専門学校（山の手2-6）

## 施設
- 国立病院機構北海道医療センター（山の手4-6）
- 札幌山の上病院（山の手6-9）
- 札幌西郵便局（山の手5-1）
- 山の手図書館（山の手4-2）
- 北欧館パン博物館（閉鎖・山の手6-1）